# Карел Штекер
Карел Штекер (чеськ. Karel Stecker, нім. Karl Stecker; 2 лютого 1861, Космоноси — 13 березня 1918, Млада-Болеслав) — один з провідних чеських музичних теоретиків початку XX століття, композитор, органіст, музичний педагог. Брат мандрівника Антоніна Штекера.

## З життєпису
Вивчав філософію у  Карловому університеті в Отакара Гостинського й одночасно орган і теорію музики в  Празькій школи органістів у Франтішека Скугерського. У 1885–1892 роках — регент хору празької церкви Святої Урсули.
З 1889 викладав композицію, контрапункт і орган в Празькій консерваторії, серед його учнів — Вітезслав Новак, Йозеф Сук, Богуслав Мартіну, Отакар Ереміаш, Отакар Зіх.
Як теоретик виступав помітним опонентом Гуго Ріман а. Опублікував двотомну «Загальну історію музики» (чеськ. Všeobecný dějepis hudby; 1892, кілька перевидань). В 1907–1919 рр. разом з Карелом Хофмайстерою редагував газету «Музичний огляд» (чеськ. Hudební revue).
Штекерові належить ряд органних і хорових творів, переважно церковних.